# Otis Livingston
Otis Antoine Livingston II (Linden, 12 ottobre 1996) è un cestista statunitense, professionista in Europa.

## Carriera
Dopo i quattro anni alla George Mason University, sbarca nel 2019 in Europa firmando in Danimarca con l'Horsens IC. Successivamente gioca nei Balcani prima in Macedonia del Nord, con Kumanovo, e poi in Serbia, con il Mladost Zemun. Il 13 giugno 2022 firma per i Crailsheim Merlins nella Basketball-Bundesliga, esordendo anche in FIBA Europe Cup.

## Palmarès

### Individuale
- Basketball-Bundesliga MVP: 1

Würzburg: 2023-2024

## Statistiche

### NCAA
| Anno      | Squadra           | PG  | PT  | MP   | TC%  | 3P%  | TL%  | RP  | AP  | PRP | SP  | PP   |
| --------- | ----------------- | --- | --- | ---- | ---- | ---- | ---- | --- | --- | --- | --- | ---- |
| 2015-2016 | G. Mason Patriots | 32  | 32  | 34,3 | 39,0 | 35,4 | 76,3 | 2,6 | 3,6 | 0,7 | 0,0 | 11,9 |
| 2016-2017 | G. Mason Patriots | 34  | 33  | 34,6 | 41,4 | 33,6 | 91,9 | 3,1 | 3,0 | 1,1 | 0,0 | 14,3 |
| 2017-2018 | G. Mason Patriots | 33  | 33  | 36,3 | 43,6 | 38,2 | 85,7 | 3,2 | 4,3 | 1,0 | 0,1 | 17,3 |
| 2018-2019 | G. Mason Patriots | 33  | 33  | 32,9 | 39,0 | 31,5 | 87,3 | 2,3 | 4,0 | 1,0 | 0,0 | 12,9 |
| Carriera  | Carriera          | 132 | 131 | 34,5 | 40,9 | 34,8 | 85,5 | 2,8 | 3,7 | 1,0 | 0,0 | 14,1 |

#### Massimi in carriera
- Massimo di punti: 33 vs Massachusetts (3 gennaio 2018)[4]
- Massimo di rimbalzi: 7 (4 volte)
- Massimo di assist: 10 (2 volte)
- Massimo di palle rubate: 4 (3 volte)
- Massimo di stoppate: 2 vs Auburn (3 dicembre 2017)
- Massimo di minuti giocati: 46 vs Saint Louis (1º febbraio 2017)